# William Henry Vanderbilt

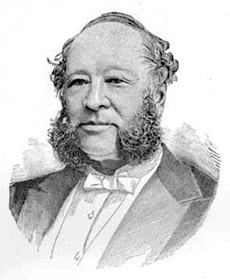

William Henry Vanderbilt (New Brunswick, 8 de maio de 1821 – Nova Iorque, 8 de dezembro de 1885) foi um empresário e magnata americano.

Vanderbilt, nascido em New Brunswick, Nova Jérsei, era o filho mais velho do magnata Cornelius Vanderbilt. Seu pai cuidadosamente supervisionou sua formação, fazendo-o aos 18 anos de idade escriturário de uma casa bancária em Nova Iorque. Após ter sido executivo da Staten Island Railway, ele tornou-se o presidente da empresa em 1862. Em seguida, três anos mais tarde foi nomeado vice-presidente da ferroviária Hudson River Railway.
Em 1869, ele foi feito vice-presidente da New York Central and Hudson River Railroad Company, tornando-se seu presidente em 1877. Após a morte de seu pai, assumiu também a presidência da New York Central Railroad, da Lake Shore and Michigan Southern Railway, da Canada Southern Railway, e da Michigan Central Railroad.
Ele expandiu o império ferroviário da família, acrescentando milhões à gigantesca fortuna da família Vanderbilt.
Em 1877 ele herdou aproximadamente US$ 138 bilhões de seu pai, aumentando esta quantia para quase US$ 294 bilhões nove anos mais tarde. Quando Vanderbilt faleceu, em 8 de dezembro de 1885, ele era o homem mais rico do mundo.